# Bataille de Cholet (1794)
Pour les articles homonymes, voir Bataille de Cholet.
Guerre de Vendée
Batailles
La troisième bataille de Cholet a lieu le 8 février 1794 lors de la guerre de Vendée. Les combats sont d'abord favorables aux Vendéens, qui s'emparent pendant quelques heures de la ville de Cholet, avant d'entre être chassés par l'arrivée de renforts républicains.

## Prélude
Depuis janvier 1794, les colonnes infernales du général Turreau ravagent le territoire insurgé et tentent de réduire les dernières forces vendéennes. Cependant le 1er février 1794, les troupes républicaines des généraux Cordellier et Crouzat subissent une première défaite à la bataille de Gesté, contre les forces de Stofflet, qui s'emparent de Beaupréau, puis de Chemillé le 6 février et de Vihiers le 7, bousculant sur leur passage les maigres garnisons républicaines,. Stofflet rassemble ensuite ses forces à Maulévrier et à Nuaillé, en vue d'attaquer la ville de Cholet,.
Cholet est quant à elle occupée depuis le 29 janvier par les troupes du général de brigade Jean-Baptiste Moulin, qui sont renforcées le 4 février par les colonnes des généraux François Pierre Amey et Jean Alexandre Caffin.
De son côté, après sa défaite à Gesté, le général Cordellier gagne Tiffauges le 6 février, ravageant tout sur son passage. Le même jour, il écrit à Turreau : « J'ai ponctuellement exécuté ton ordre de purger, par le fer et par le feu, tous les endroits que j'ai rencontrés sur ma route. Car indépendamment que tout brûle encore, j'ai fait passer derrière la haie environ 600 particuliers des deux sexes »,,. Deux jours plus tard, il annonce avoir incendié le bourg des Landes-Genusson et « fusillé tous les hommes, femmes et enfants qui y étaient restés »,,.
Le 4 février, après la prise de Beaupréau par les Vendéens, Moulin écrit à Turreau pour l'avertir de l'insuffisance de ses forces,. Turreau lui répond alors que Cordellier et Crouzat l'appuieront en cas d'attaque contre Cholet,. Moulin réplique alors le 6 février : 

« Je ne sais pas où ils sont... Les brigands sont plus forts qu'on ne le pense ; ils m'entourent de tous côtés... Ils ont attaqué un avant-poste la nuit.. On entend une fusillade assez vive du côté de Gesté... On ne m'envoie pas les munitions demandées à Saumur ; la moitié des soldats n'ont chacun que sept et huit cartouches,. »

## Forces en présence
Après la mort d'Henri de La Rochejaquelein, tué lors d'une escarmouche à Nuaillé le 28 janvier, l'armée d'Anjou passe sous le commandement de Jean-Nicolas Stofflet, avec pour seconds La Ville de Baugé, La Bouëre et de Bruc. Elle est alors forte de 4 000 à 7 000 hommes selon les estimations. Dans un rapport adressé au ministre de la guerre, le général Turreau porte le nombre des Vendéens à 4 000, dont plusieurs non armés. Dans ses mémoires, l'officier royaliste Bertrand Poirier de Beauvais fait également mention d'au moins 4 000 hommes, peut-être davantage.
Du côté des républicains, le général Turreau affirme dans son rapport au Comité de salut public qu'au matin du 8 février, 5 000 hommes sont stationnés à Cholet sous les ordres du général Jean-Baptiste Moulin et que 2 000 autres sont présents à Tiffauges — située à 15 kilomètres à l'ouest de Cholet — sous les ordres du général Étienne Cordellier,. En 1995, les historiens Nicolas Delahaye et Pierre-Marie Gaborit évaluent plutôt à 3 000 le nombre des hommes commandés par Moulin, Amey et Caffin. Charles-Louis Chassin monte quant à lui à 3 000 les effectifs de la colonne de Cordellier et Crouzat.

## Déroulement
Un premier rapport sur le déroulement des combats est envoyé le 9 février par le commandant Poché à Louis Marie Turreau, le général en chef de l'Armée de l'Ouest, qui se trouve alors à Nantes. Le lendemain, ce dernier adresse son propre rapport au Comité de salut public. Coté vendéen, l'officier d'artillerie Bertrand Poirier de Beauvais et le chef de division Louis Monnier laissent un récit de la bataille dans leurs mémoires.
Le matin du 8 février, les Vendéens marchent sur Cholet, divisés en trois colonnes. D'après Bertrand Poirier de Beauvais, les forces de Moulin se déploient à 4 heures du matin hors de la ville. La bataille débute à 10 heures du matin. Trois canons républicains engagent le feu au boulet et à la mitraille. Ayant trop peu de poudre pour répondre avec leur propre artillerie, les Vendéens avancent sur les positions tenues par les patriotes.
Les républicains cèdent rapidement à la panique et prennent la fuite,. D'après le rapport du commandant Poché : « Une terreur panique a saisi nos soldats et la déroute a commencé aussitôt que l'action. Menaces, prières, tout a été inutile »,. Le général Jean-Baptiste Moulin tente sans succès de rallier ses hommes, mais il ne peut réunir que quelques soldats pour faire face aux Vendéens et protéger la retraite. Assailli dans une rue, blessé de deux balles, Moulin se suicide d'un coup de pistolet pour ne pas être capturé,,,,. Plusieurs de ses officiers sont également tués ou blessés.
Les Vendéens entrent alors dans la ville de Cholet. Selon Poirier de Beauvais : « On combattit chaudement dans les rues et par les croisées, et les républicains furent encore obligés de chercher leur salut dans la fuite ». Les Vendéens poursuivent les fuyards dans différentes directions : sur la route du May au nord, celle de Nantes au nord-ouest, celle de Tiffauges à l'ouest et celle de Mortagne, au sud.
Cependant, sur la route de Tiffauges, le général républicain Cordellier fait bientôt son apparition avec sa colonne et renverse la situation,,,. Il est rejoint au passage par le général Caffin qui tentait de rallier des fuyards sur la route de Nantes,.
Dispersés par la poursuite, les Vendéens sont surpris et cèdent à leur tour à la panique,,. Cholet est ainsi reprise par les républicains, après n'être restée qu'une ou deux heures aux mains des Vendéens,,,.
Dans ses mémoires, l'officier vendéen Bertrand Poirier de Beauvais affirme qu'accompagné de La Bouëre, il parvient à rallier 4 000 soldats à un quart de lieu de Cholet, mais que « l'apparition de hussards, que la chute du jour leur faisait croire plus nombreux, jeta de nouveau l'effroi dans leur esprit, et chacun continua à fuir ». Il rapporte ensuite que la jeune comtesse de Bruc se distingue par son courage « héroïque » et parvient à rallier une seconde fois les Vendéens, mais en vain : « Une force supérieure semble les dominer et annuler cette hardiesse, dont ils avaient tant de fois donné des preuves éclatantes... ils fuient de nouveau ». L'armée vendéenne poursuit sa retraite jusqu'à Chemillé,.

## Pertes
Les pertes du combat ne sont pas connues. Les républicains déplorent la mort du général Moulin, dont le corps est enterré au pied de l'arbre de la liberté. Le général Caffin est blessé dans les derniers moments du combat,,. Dans son rapport, le général Turreau affirme que les Vendéens ont subi de très lourdes pertes et qu'il en a été fait « une si grande boucherie » de « ces scélérats, qu'on n'a pu compter le nombre des morts ».
Cependant pour Bertrand Poirier de Beauvais, les pertes vendéennes sont très inférieures à celles des républicains, Cordellier n'ayant selon lui fait « éprouver d'autre perte que celle de quelques trainards ». En revanche, il fait état de nombreux morts chez les républicains : « Les maisons et encore les jardins de Cholet étaient pleins de morts, mais ils étaient républicains. [...] La rue qui descend à l'hôpital était couverte de leurs morts, et il m'a été assuré par une infinité des nôtres qu'il y avait un endroit, dans cette rue, où les cadavres des républicains étaient en si grand nombre et si entassés qu'il y en avait parmi eux qui étaient debout, soutenus par d'autres ».
D'après le commandant Poché, les Vendéens ne sont pas entrés dans les maisons et n'ont rien pillé, les « effets de la République » ayant été évacués par la route de Nantes,.
Le 21 février 1794, devant la Convention nationale, le représentant en mission Jean-Baptiste Carrier, présent à Nantes au moment de la bataille, prétend également que des massacres ont été commis à Cholet par des femmes et des enfants contre les prisonniers républicains, : 

« On vous a parlé des femmes de la Vendée. Ces femmes, citoyens, sont toutes des monstres. Le jour que les brigands entrèrent dans Cholet, d'où Cordellier les chassa deux heures après, les femmes, croyant que les rebelles resteraient maîtres de cette cité, massacrèrent impitoyablement nos frères d'armes qui y étaient prisonniers et tous les patriotes connus. »

L'officier vendéen Bertrand Poirier de Beauvais fait mention de ces accusations dans ses mémoires : 

« Je sais que l'on n'a pas toujours avoué à la Convention ce que ses armées perdaient dans les batailles. Pour expliquer le nombre de ceux qui succombaient, on disait qu'ils avaient été traîtreusement tués par les femmes, qui les faisaient mourir dans les supplices, se faisant aider par leurs enfants quand ils en avaient la force. C'était dans le double projet de faire passer les défaites pour des victoires, d'exciter et de justifier les meurtres incalculables dont j'ai tant de fois parlé, mais que je ne puis trop répéter pour en inspirer une telle horreur, qu'on ne puisse jamais les voir renaître sur aucun point de la France, ou même ailleurs, s'il était possible. »

## Suites
Après la bataille, le général Jean-Baptiste Huché arrive avec 1 460 hommes afin d'occuper la ville sur ordre de Turreau. Le 15 février, Huché est nommé commandant de la place de Cholet, avec pour second de chef de brigade Lusignan.
Soucieux de se couvrir, Turreau, dans son rapport au Comité de salut public, demande l'évacuation et la destruction la ville de Cholet, qu'il juge difficilement défendable, : 

« L'intérêt public exige, citoyens représentants, que la Convention nationale décrète sur-le-champ que Cholet, malgré le patriotisme de ses habitants, ne sera point excepté de l'incendie général. Ce poste est si mauvais, qu'on ne peut en répondre, même avec des forces supérieures à celles de l'ennemi... Mortagne, dans une position heureuse, deviendra le point central des opérations de la Vendée. Je ne calcule point les intérêts particuliers lésés par cette mesure, la république est en état de dédommager les patriotes de la perte de leurs propriétés... Je le répète, tant que Cholet existera , il sera le théâtre des incursions des rebelles et le tombeau de nos soldats... Combien n'eussent pas péri dernièrement sans l'ordre que la prudence m'engagea de donner à la colonne de Cordellier ?, »